# John Warburton

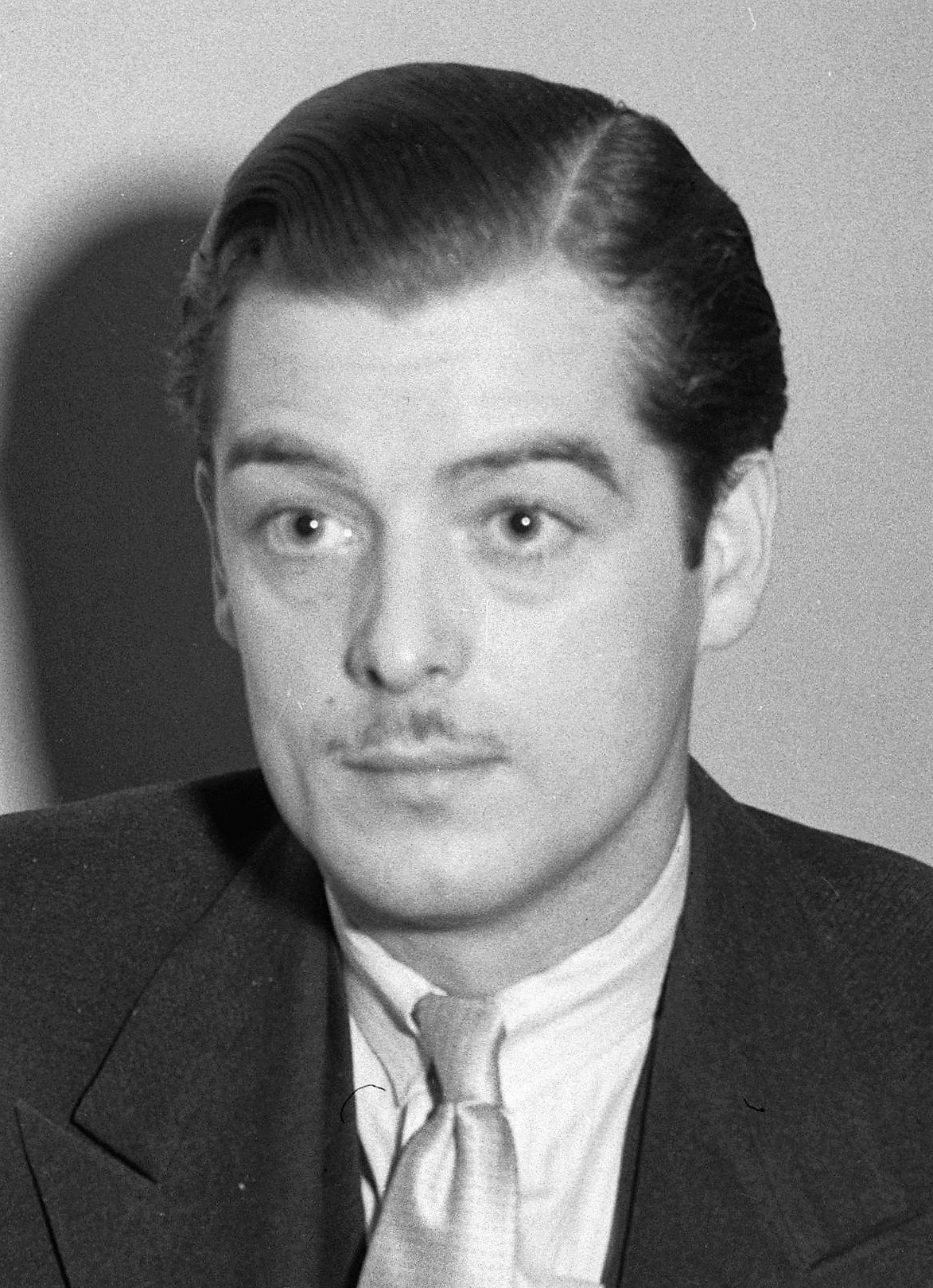
John Warburton (1933)

John Warburton (* 18. Juni 1899 in Liverpool, England; † 27. Oktober 1981 in Sherman Oaks, Kalifornien) war ein britischer Schauspieler.

## Leben
Der gebürtige Brite John Warburton war 1930 am Broadway in der Komödie Bird in Hand zu sehen. 1932 kam der Theaterschauspieler nach Hollywood, wo er fortan vor allem leicht biedere, aber pflichtgetreue Briten in Nebenrollen verkörperte. So spielte er im Oscar-prämierten Drama Kavalkade etwa den Sohn eines englischen Ehepaares, der auf der Titanic seine Hochzeitsreise macht und dabei stirbt.
In den folgenden Jahrzehnten absolvierte Warburton weitere Filmauftritte, darunter in größeren Nebenrollen in Spiel mit dem Schicksal neben Ingrid Bergman und Gary Cooper sowie in Die Leibköche seiner Majestät neben Laurel und Hardy. In den späteren Jahren seiner Karriere hatte Warburton auch häufig Gastauftritte im Fernsehen und verkörperte nicht selten Autoritätsfiguren. Insgesamt hatte er bis zu seinem Karriereende 1978 fast 60 Film- und Fernsehauftritte.
Im September 1935 heiratete er Lucille Morrison. Er verstarb 1981 im Alter von 82 Jahren an einer Krebserkrankung.

## Filmografie (Auswahl)
- 1932: The Silver Lining
- 1933: Kavalkade (Cavalcade)
- 1933: A Study in Scarlet
- 1933: Charlie Chan’s Greatest Case
- 1935: Dizzy Dames
- 1935: Jahrmarkt der Eitelkeiten (Becky Sharp)
- 1938: Drei Schwestern aus Montana (The Sisters)
- 1939: Kettensträfling in Australien (Captain Fury)
- 1944: The White Cliffs of Dover
- 1944: Laurel und Hardy: Die Leibköche seiner Majestät (Nothing but Trouble)
- 1945: Die Entscheidung (The Valley of Decision)
- 1945: Gefährliche Partnerschaft (Dangerous Partners)
- 1945: Jagd im Nebel (Confidential Agent)
- 1945: Spiel mit dem Schicksal (Saratoga Trunk)
- 1947: Tarzan wird gejagt (Tarzan and the Huntress)
- 1947: Liebe auf den zweiten Blick (Living in a Big Way)
- 1950–1954: Kleine Spiele aus Übersee (Fireside Theater, Fernsehserie, 18 Folgen)
- 1952: Bronco Buster
- 1953: Die Stadt unter dem Meer (City Beneath the Sea)
- 1953: Gefangene des Dschungels (East of Sumatra)
- 1953: Geheimkommando Afrika (The Royal African Rifles)
- 1956: Roy Bean, ein Richter im Wilden Westen (Judge Roy Bean, Fernsehserie, 8 Folgen)
- 1959: Engel unter Sündern (The Mating Game)
- 1960: Von der Terrasse (From the Terrace)
- 1961: Mutter ist die Allerbeste (The Donna Reed Show, Fernsehserie, Folge 4x15)
- 1962: Perry Mason (Fernsehserie, Folge 6x12')
- 1965: Rauchende Colts (Gunsmoke, Fernsehserie, Folge 10x25)
- 1965: Sie nannten ihn King (King Rat)
- 1966: Überfall auf die Queen Mary (Assault on a Queen)
- 1966: Raumschiff Enterprise (Star Trek, Fernsehserie, Folge 1x14 Spock unter Verdacht)
- 1967: Verrückter wilder Westen (The Wild Wild West, Fernsehserie, Folge 2x21)
- 1968: Funny Girl
- 1978: Nachtfalken (Nighthawks)